# Catoptria spodiellus
Catoptria spodiellus là một loài bướm đêm trong họ Crambidae.